# Prezidentské volby v Rakousku 2016

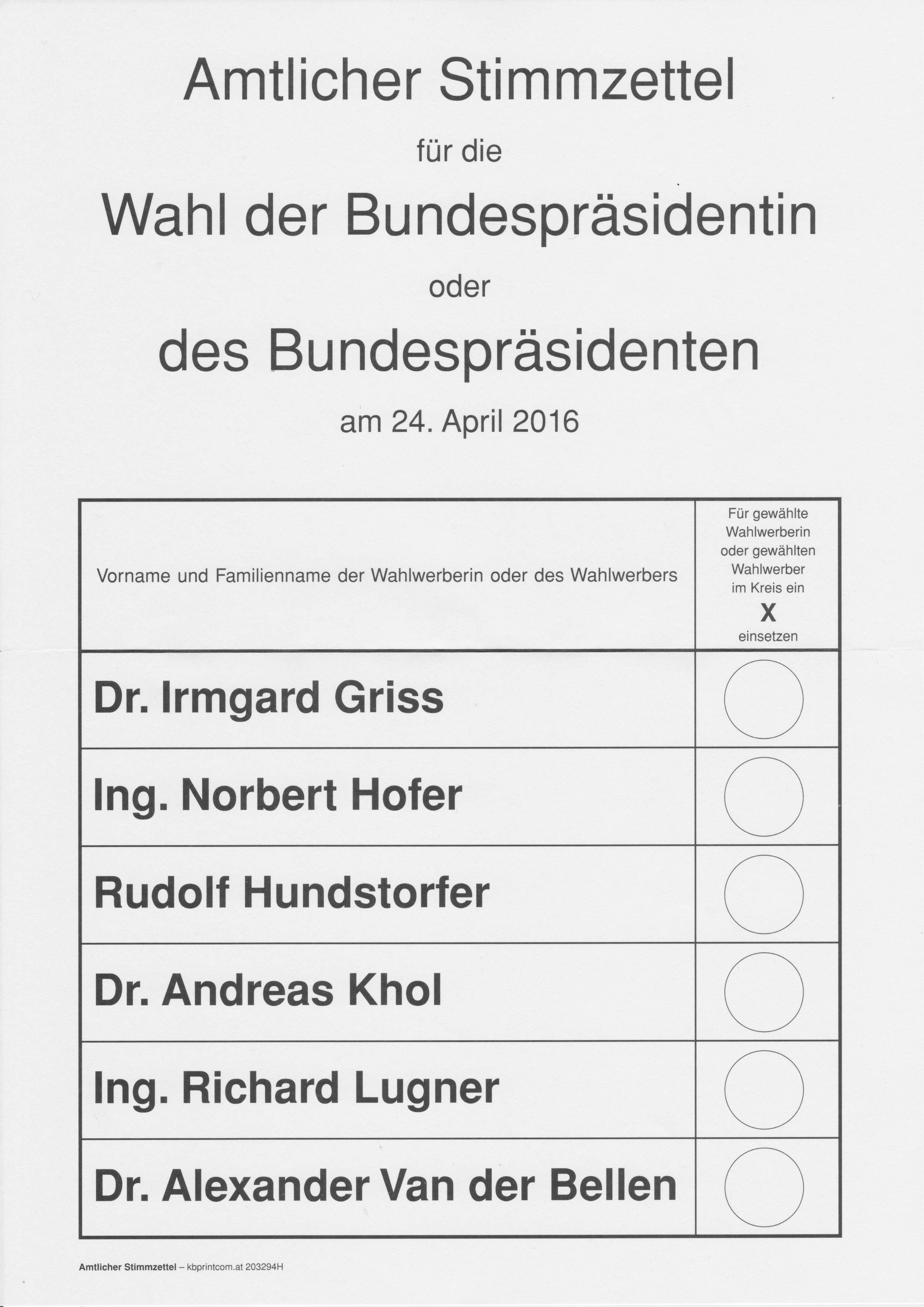
Volební lístek (1. kolo voleb)

Volby prezidenta Rakouské republiky se uskutečnily ve dnech 24. dubna 2016 (první kolo) a 22. května 2016 (druhé kolo volby). Druhé kolo bylo později zrušeno Ústavním soudem a proto se mělo opakovat 2. října 2016. Vzhledem k technickým problémům s obálkami hlasovacích lístků však bylo znovu odloženo na přelom listopadu a prosince. K jeho uskutečnění tedy došlo až 4. prosince 2016.

## Popis

### První kolo voleb
Vítězem prvního kola volby se stal kandidát národně konzervativní Svobodné strany Rakouska (Freiheitliche Partei Österreichs, FPÖ) Norbert Hofer se ziskem 35,1 % hlasů, do druhého kola s ním postoupil nezávislý kandidát Alexander Van der Bellen, člen strany Zelení – Zelená alternativa (Die Grünen – Die grüne Alternative), se ziskem 21,3 % hlasů. V prvním kole volby zaznamenali výrazný neúspěch kandidáti stran vládní koalice – Rudolf Hundstorfer za Sociálně demokratickou stranu Rakouska (Sozialdemokratische Partei Österreichs, SPÖ) a Andreas Khol za Rakouskou lidovou stranu (Österreichische Volkspartei, ÖVP), kteří dostali každý jen něco málo přes 11 % hlasů.

### Druhé kolo voleb

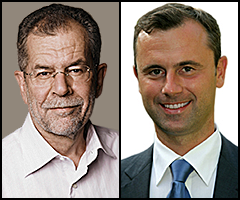
Alexander Van der Bellen (vlevo) a Norbert Hofer (vpravo)

Ve druhém kole volby zvítězil velmi těsným výsledkem o pouhých 31 tisíc hlasů a poměrem 50,3 ku 49,7 % hlasů Alexander Van der Bellen, čímž se stal zvoleným prezidentem Rakouska pro volební období 2016–2022. Zprvu byly hlasy voličů, kteří hlasovali osobně ve volebních místnostech, sečteny v neděli večer. Podle webu ministerstva vnitra v tu dobu vedl Norbert Hofer nad Alexanderem Van der Bellenem v poměru 51,9% ku 48,1%. S předběžnými výsledky však výrazně zamíchaly korespondenční hlasovací lístky, kterých bylo vydáno takřka 900 000, což byl rekordní počet. Platných korespondenčních hlasů bylo podle pondělního sčítání odevzdáno přes 740 000, zde však v poměru 61,8 % ku 38,2 % zvítězil Van der Bellen, což zvrátilo celkový výsledek volby na jeho stranu.
List Kronen Zeitung 24. května přinesl podezření o falešných volebních údajích, jako například 146,9% volební účast ve Waidhofen an der Ybbs a další nemožný výsledek v Linci. Podle vedoucího oddělení voleb na ministerstvu vnitra Roberta Steina šlo pouze o chyby při hlášení a oficiální výsledky měly být opraveny.

### Napadení výsledku volby u soudu
Svobodná strana Rakouska 8. června 2016 oznámila, že napadla výsledek volby u Ústavního soudu. Žaloba obsahovala 150 stran textu, kritizovala zejména korespondenční hlasování, soud musel rozhodnout, zda došlo k porušení zákona a zda to ovlivnilo výsledek voleb. K rozhodnutí chtěl soud dospět ještě předtím, než měl Van der Bellen nastoupit 8. července do funkce. Důvodem ke stížnosti bylo podezření na předčasné otevření 60 tisíc obálek s korespondenčními hlasy, které navíc otevřeli neoprávnění lidé. Dle žaloby bylo zaznamenáno 117 neoprávněných zásahů v 94 volebních okrscích. Expert na ústavní právo prof. Theo Öhlinger z Vídeňské univerzity označil dvě ze stížností v celkem 150 stránkovém dokumentu podanému k Ústavnímu soudu jako „velmi vážné“.

### Zrušení výsledků druhého kola volby
Ústavní soud začal stížnost projednávat v pondělí 20. června a veřejné líčení mělo trvat tři dny. Ministr vnitra Wolfgang Sobotka řekl, že v případě zrušení výsledku voleb přichází v úvahu nové hlasování na podzim. Rozhodnutí padlo v pátek 1. července – Ústavní soud návrhu Svobodných vyhověl a výsledek druhého kola voleb zrušil. Důvodem ke zrušení byl chybný postup při rozbalování části hlasů z korespondenční volby. Některé volební lístky byly totiž otevřeny ještě před stanoveným termínem pro sčítání a za účasti lidí, kteří nebyli členy volební komise. Ačkoli podle předsedy ústavního soudu Gerharta Holzingera neexistovaly žádné indicie, že by bylo s odevzdanými hlasy manipulováno, bylo pro zrušení druhého kola volby dostačující již to, že k takovým manipulacím kvůli chybnému otevírání obálek vůbec mohlo dojít. Chybný postup se měl týkat až 78 tisíc hlasů, což je více než necelých 31 tisíc hlasů, o které Van der Bellen ve zrušeném druhém kole vyhrál. Rozhodující pro zrušení volby byly nesrovnalosti ve 14 volebních okrscích.
Vzhledem ke zrušení druhého kola volby nepřevzal Van der Bellen prezidentský úřad, ale pravomoci prezidenta přešly dne 8. července na tříčlenné předsednictvo rakouské Národní rady (předsedkyní byla Doris Buresová a jedním z místopředsedů byl samotný Norbert Hofer), a to až do opakování volby.

### Opakované druhé kolo volby
Opakováno bylo pouze druhé kolo prezidentské volby, kterého se zúčastnili oba kandidáti postupující z prvního kola, Van der Bellen a Hofer. Podle ministra vnitra Sobotky se opakované druhé kolo volby mělo původně uskutečnit na přelomu září a října 2016. Odstupující prezident Fischer za pravděpodobný termín nových voleb označil září. Sobotka následně navrhl termín 2. října, což vláda schválila.
Rakouské ministerstvo vnitra ale v pátek 9. září připustilo, že opakované druhé kolo může být odloženo, protože obálky určené pro korespondenční hlasování byly nekvalitní – nedržely dostatečně zalepené – a mohlo by tak znovu dojít ke zpochybnění hlasování. Problém se mohl týkat až 1,5 milionu obálek. V pondělí 12. září oznámil ministr vnitra, že volba bude posunuta zřejmě na přelom listopadu a prosince. Konečný termín voleb byl stanoven na 4. prosinec 2016. 

V opakovaném druhém kole prezidentské volby potvrdil své vítězství Alexander Van der Bellen se ziskem 51,7 % hlasů. Oproti zrušenému druhému kolu tak zvýšil svůj náskok, nicméně díky nižší volební účasti obdrželi oba kandidáti nižší absolutní množství hlasů. V porovnání s prvním kolem prezidentské volby v opakovaném druhém kole naopak stoupla volební účast o 5,7 procentního bodu na 74,2 % registrovaných voličů.

## Volební výsledky
| Kandidáti (stranická příslušnost)                                                | První kolo volby | První kolo volby | Druhé kolo volby z 22. května 2016 (výsledky zrušeny) | Druhé kolo volby z 22. května 2016 (výsledky zrušeny) | Druhé kolo volby z 22. května 2016 (výsledky zrušeny) | Druhé kolo volby z 22. května 2016 (výsledky zrušeny) | Druhé kolo volby z 22. května 2016 (výsledky zrušeny) | Druhé kolo volby z 22. května 2016 (výsledky zrušeny) | Druhé kolo volby z 4. prosince 2016 | Druhé kolo volby z 4. prosince 2016 |  |
| Kandidáti (stranická příslušnost)                                                | celkové výsledky | celkové výsledky | celkové výsledky                                      | celkové výsledky                                      | korespondenční hlasy                                  | korespondenční hlasy                                  | osobně odevzdané hlasy                                | osobně odevzdané hlasy                                | osobně odevzdané hlasy              | osobně odevzdané hlasy              |  |
| Kandidáti (stranická příslušnost)                                                | hlasy            | %                | hlasy                                                 | %                                                     | hlasy                                                 | %                                                     | hlasy                                                 | %                                                     | hlasy                               | %                                   |  |
| -------------------------------------------------------------------------------- | ---------------- | ---------------- | ----------------------------------------------------- | ----------------------------------------------------- | ----------------------------------------------------- | ----------------------------------------------------- | ----------------------------------------------------- | ----------------------------------------------------- | ----------------------------------- | ----------------------------------- |  |
| Norbert Hofer (Svobodná strana Rakouska)                                         | 1 499 971        | 35,1             | 2 223 458                                             | 49,7                                                  | 282 902                                               | 38,2                                                  | 1 940 556                                             | 51,9                                                  | 1 928 530                           | 48,3                                |  |
| Alexander Van der Bellen (Zelení)                                                | 913 218          | 21,3             | 2 254 484                                             | 50,3                                                  | 457 437                                               | 61,8                                                  | 1 797 047                                             | 48,1                                                  | 2 062 920                           | 51,7                                |  |
| Irmgard Griss (nezávislá kandidátka)                                             | 810 641          | 18,9             |                                                       |                                                       |                                                       |                                                       |                                                       |                                                       |                                     |                                     |  |
| Rudolf Hundstorfer (Sociálně demokratická strana Rakouska)                       | 482 790          | 11,3             |                                                       |                                                       |                                                       |                                                       |                                                       |                                                       |                                     |                                     |  |
| Andreas Khol (Rakouská lidová strana)                                            | 475 767          | 11,1             |                                                       |                                                       |                                                       |                                                       |                                                       |                                                       |                                     |                                     |  |
| Richard Lugner (nezávislý kandidát)                                              | 96 783           | 2,3              |                                                       |                                                       |                                                       |                                                       |                                                       |                                                       |                                     |                                     |  |
| Platné hlasy                                                                     | 4 279 170        | 100,0            | 4 477 942                                             | 100,0                                                 | 740 339                                               | 100,0                                                 | 3 737 603                                             | 100,0                                                 | 3 991 450                           | 96,6                                |  |
| Neplatné hlasy                                                                   | 92 655           | 2,1              | 165 212                                               | 3,6                                                   | 19 629                                                | 2,6                                                   | 145 583                                               | 3,8                                                   | 140 348                             | 3,4                                 |  |
| Celkový počet hlasů                                                              | 4 371 825        | 68,5             | 4 643 154                                             | 72,7                                                  | 759 968                                               | 11,9                                                  | 3 883 186                                             | 60,8                                                  | 4 131 798                           | 64,4                                |  |
| Celkový počet voličů                                                             | 6 382 507        |                  |                                                       |                                                       |                                                       |                                                       |                                                       |                                                       |                                     |                                     |  |
| Zdroj: Bundesministerium für Inneres Archivováno 23. 5. 2016 na Wayback Machine. |                  |                  |                                                       |                                                       |                                                       |                                                       |                                                       |                                                       |                                     |                                     |  |

### Výsledky prvního kola volby za spolkové země, okresy a obce
| Norbert Hofer Alexander Van der Bellen Irmgard Griss | Rudolf Hundstorfer Andreas Khol |

### Výsledky zrušeného druhého kola volby za spolkové země, okresy a obce
| Norbert Hofer Alexander Van der Bellen |

### Výsledky opakovaného druhého kola volby za spolkové země, okresy a obce
| Norbert Hofer Alexander Van der Bellen |